# عبد الله الرضيع
عبد الله بن الحسين بن علي بن أبي طالب، المعروف بعبد الله الرضيع أو علي الأصغر. هو أصغر قتيل بين قتلى معركة كربلاء. ولد بمقتضى الحساب في شهر رجب عام 60 للهجرة وقتل مع والده واخوانه وعمه العباس بن علي بن أبي طالب في يوم عاشوراء وعمره حوالي ستة أشهر في معركة كربلاء بسهم من حرملة بن كاهل الأسدي الكوفي حسب روايات الشيعة والسنة ودفن في كربلاء.

## نسبه
هو عبد الله بن الحسين بن علي بن أبي طالب بن عبد المطلب بن هاشم بن عبد مناف بن قصي بن كلاب بن مرّة. وأمّه الرباب بنت امرئ القيس بن عدى بن أوس بن جابر بن كعب بن عليم بن جناب من بني كلب، تزوجها الحسين بن علي عام 19 هجري.

## كيفية الشهادة
اختلفت الروايات بشأن تفاصيل كيفية مقتل عبد الله الرضيع. فهناك رواية تقول أنه لما فُجع الحسين بأهل بيته وولده ولم يبق غيره وغير النساء والذراري نادى: «هَلْ مِنْ ذَابٍّ يَذُبُّ عَنْ حَرَمِ رَسُولِ اللَّهِ؟ هَلْ مِنْ مُوَحِّدٍ يَخَافُ اللَّهَ فِينَا؟ هَلْ مِنْ مُغِيثٍ يَرْجُو اللَّهَ فِي إِغَاثَتِنَا؟» فارتفعت أَصوات النساء بالبكاء والعويل. فتقدم إِلى باب المخيم، فقال: «" نَاوِلُونِي عَلِيّاً، ابْنِيَ الطِّفْلَ حَتَّى أُوَدِّعَهُ» فناولوه فجعل يقبله وهو يقول: «وَيْلٌ لِهَؤُلَاءِ الْقَوْمِ إِذَا كَانَ جَدُّكَ مُحَمَّدٌ الْمُصْطَفَى خَصْمَهُمْ». فرماه حرملة بن كاهل الأسدي بسهم فذبحه في حجر الحسين. وتقول رواية أخرى
أنه عندما جاء الحسين إلى المخيم وإلى عياله يودعهم ويأمرهم بالصبر على ما يحل بهم من البلاء، استقبلته السيدة زينب بِعبد الله الرضيع قائلةً:«أخِي حُسَين هذا عبد الله قَد دَلَعَ لِسَانَهُ مِن شِدَّةِ العَطَشِ وَكَانَ بِأبِي وَنَفسِي لَهُ ثَلَاثَةُ أيَّام لَم يَذق قَطرة مِن المَاءِ فَهَل تَأخُذَهُ يَا أبَا عَبدِ الله لِهؤلاءِ القَومِ كَي يَسقُوهُ شَربَة مِن المَاءِ فَإنَّ أمّه قَد جَفَّ لَبَنها». خرج الحسين إلى القوم واضعا الرضيع بين يديه ومناديا بالقوم إن كانت الحرب بيني وبينكم فما ذنب هذا الطفل الرضيع ان تمنعوه الماء. اختلف معسكر بني سعد بين مناد بسقي الماء للطفل الرضيع وبين رافض لذلك حتى ساد الهرج والمرج في اوساط الجيش. وعندما أحس عمر بن سعد بالهمهمة واختلاف معسكره أمر حرملة بن كاهل الأسدي بقطع نزاع القوم، فرما حرملة الرضيع بسهم مثلث مسموم ذي ثلاث شعب فذبحه من الوريد إلى الوريد وهو في حجر أبيه. عندئذٍ وضع الحسين يده تحت نحر الرضيع حتى امتلأت دماً، ورمى بها نحو السماء قائلا: «هَوَّنَ عَلَيَّ مَا نَزَلَ بِي أَنَّهُ بِعَيْنِ اللَّهِ».

## المدفن
يقال عندما قُتل الرضيع حفر الحسين له بجفن سيفه قبرا صغيرا خلف الخيمة ودفن جثمانه مرملاً بدمه وصلى عليه. ويقال أنه وضعه مع قتلى أهل بيته.
تذكر بعض الروايات أن الإمام السجاد عندما عاد لدفن الأجساد الطاهرة دفن جسد أخيه عبد الله الرضيع مع جسد أبيه الحسين وأن الرضيع اصغر شهداء الجنة
.

## مما قيل فيه

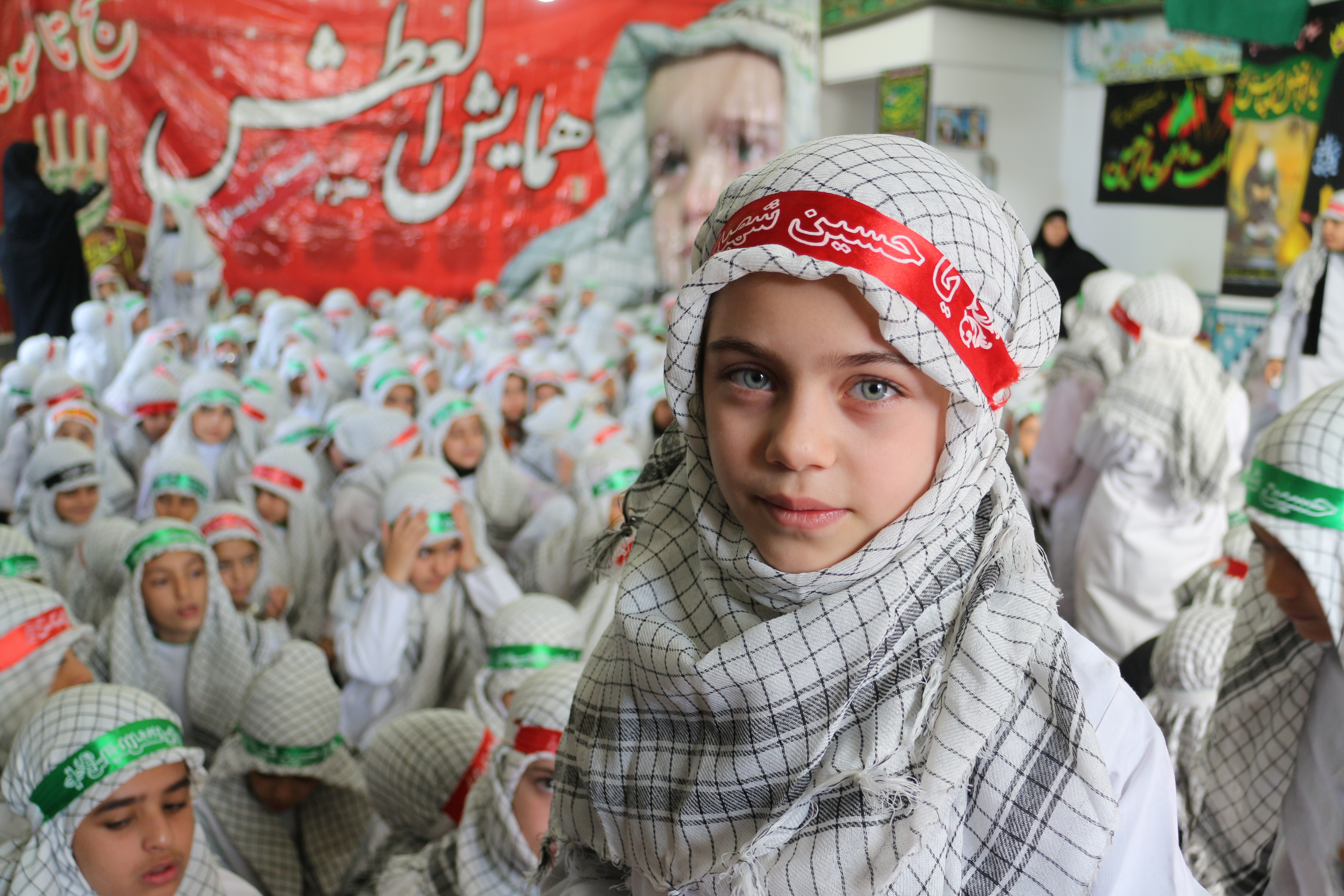
الأطفال الإيرانيون يرتدون الكوفية في يوم ذكرى استشهاد عبد الله الرضيع.

ورد التسليم عليه في زيارة الناحية المقدسة المنسوبة لإمام المهدي: اَلسَّلاَمُ عَلَى عَبْدِ اَللَّهِ بْنِ اَلْحُسَيْنِ، اَلطِّفْلِ اَلرَّضِيعِ واَلْمَرْمِيِّ اَلصَّرِيعِ، اَلْمُتَشَحِّطِ دَماً، الْمُصَعَّدِ دَمُهُ فِي اَلسَّمَاءِ، اَلْمَذْبُوحِ بِالسَّهْمِ فِي حِجْرِ أَبِيهِ، لَعَنَ اَللَّهُ رَامِيه حَرْمَلَةَ بْنَ كَاهِلِ اَلْأَسَدِيَّ وذَوِيهِ
ومن أقوال الشعراء فيه:
- قال السيد حيدر الحلي:[13]

- قال محمّد رضا الخزاعي:[14]